# آرشي ماكفيرسن
آرشي ماكفيرسن (بالإنجليزية: Archie Macpherson)‏ هو صحفي بريطاني، ولد في 1937 في غلاسكو في المملكة المتحدة.